# Дундональд

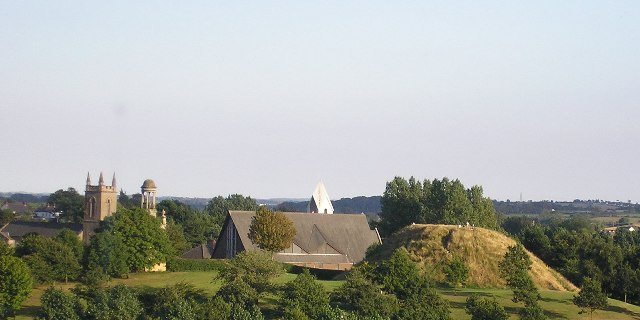
Ров

Дундо́нальд (англ. Dundonald, ирл. Dún Dónaill — «оплот Дональда») — средний город района Каслри, находящийся в графстве Даун Северной Ирландии.
Местная железнодорожная станция была открыта 6 мая 1850 года и закрыта 24 апреля 1950 года.